# Крапань (Шибеник)
Крапань (хорв. Krapanj) — населений пункт у Хорватії, у Шибеницько-Книнській жупанії у складі міста Шибеник.

## Населення
Населення за даними перепису 2011 року становило 170 осіб.
Динаміка чисельності населення поселення:

## Клімат
Середня річна температура становить 15,51 °C, середня максимальна – 28,39 °C, а середня мінімальна – 2,85 °C. Середня річна кількість опадів – 707 мм.
| Клімат поселення                              | Клімат поселення | Клімат поселення | Клімат поселення | Клімат поселення | Клімат поселення | Клімат поселення | Клімат поселення | Клімат поселення | Клімат поселення | Клімат поселення | Клімат поселення | Клімат поселення | Клімат поселення |
| Показник                                      | Січ.             | Лют.             | Бер.             | Квіт.            | Трав.            | Черв.            | Лип.             | Серп.            | Вер.             | Жовт.            | Лист.            | Груд.            |                  |
| Середній максимум, °C                         | 11,33            | 11,95            | 14,38            | 17,60            | 22,55            | 26,43            | 28,39            | 28,05            | 24,13            | 20,07            | 14,90            | 11,34            |                  |
| Середня температура, °C                       | 7,08             | 7,71             | 10,13            | 13,38            | 18,30            | 22,19            | 25,13            | 24,80            | 20,84            | 16,81            | 11,63            | 8,08             |                  |
| Середній мінімум, °C                          | 2,85             | 3,48             | 5,90             | 9,13             | 14,08            | 17,95            | 21,85            | 21,54            | 17,58            | 13,55            | 8,36             | 4,83             |                  |
| Норма опадів, мм                              | 65               | 56               | 60               | 63               | 48               | 47               | 25               | 40               | 69               | 74               | 87               | 73               |                  |
| Середньомісячна швидкість вітру, м/с          | 3.03             | 3.18             | 3.31             | 3.14             | 2.75             | 2.51             | 2.55             | 2.42             | 2.68             | 2.80             | 3.40             | 3.30             |                  |
| Середньомісячна сонячна радіація, кДж/м²·день | 5410             | 8130             | 11919            | 16655            | 20700            | 23210            | 24908            | 21715            | 16110            | 10404            | 5827             | 4582             |                  |
| --------------------------------------------- | ---------------- | ---------------- | ---------------- | ---------------- | ---------------- | ---------------- | ---------------- | ---------------- | ---------------- | ---------------- | ---------------- | ---------------- | ---------------- |
| Джерело:                                      |                  |                  |                  |                  |                  |                  |                  |                  |                  |                  |                  |                  |                  |